# Gol (sport)

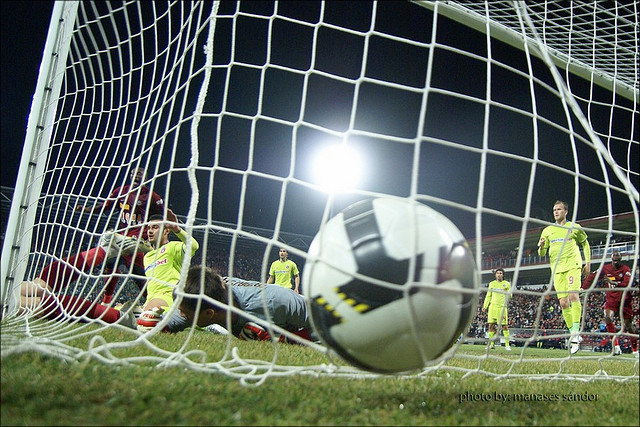
Gol primit de Ciprian Tătărușanu în meciul dintre Steaua București și CFR Cluj

În sport, golul reprezintă un punct în favoarea unei echipei marcat de un sportiv care a reușit să intoducă obiectul (mingea pentru fotbal, handbal, polo, etc. pucul la hockey) jocului în poarta adversă. În majoritatea sporturilor golul este singura metodă de a înscrie, iar învingătoare este declarată echipa cu cele mai multe goluri.
Un caz aparte al golului este autogolul, care are loc atunci când un jucător își înscrie un gol în propria poartă.

## Metode de notare
În unele sporturi, poarta este singura metodă de punctaj. În aceste sporturi, scorul final este exprimat ca numărul de goluri marcate de fiecare echipă, câștigătorul fiind echipa care sa acumulat mai mult în perioada de timp specificată.
În alte sporturi, poarta este principală, dar nu și singura metodă de punctaj. În aceste sporturi, obiectivul este în valoare de un anumit număr de puncte, și există o altă metodă de punctaj care scoruriază mai puține puncte (adesea un punct). În aceste sporturi, scorul este exprimat ca numărul de goluri plus numărul de scoruri alternative și totalul de puncte combinate, iar câștigătorul este decis în funcție de numărul total de puncte. De exemplu, în regulile fotbalului australian scorul poate fi exprimat după cum urmează:
Brisbane 9.12 (66) def. Sydney 10.4 (64)
În acest exemplu, Sydney a înscris 10 goluri (câte 6 puncte fiecare) și 4 spate (câte un punct fiecare) pentru un total de 64 de puncte. Brisbane a marcat 9 goluri și 12 spate pentru un total de 66 de puncte. Cu toate că are mai puține goluri, Brisbane a câștigat jocul.
Alte sporturi pot folosi mai multe metode de punctaj, punctele câștigate pentru fiecare tip de scor variază. În aceste sporturi, obiectul jocului este să înscrie un număr mai mare de puncte totale decât adversarul. Scorurile sunt exprimate numai ca număr de puncte.

## În fotbal
Scopul jocului este de a înscrie goluri introducând mingea în poarta adversarului, acesta fiind și scopul jocurilor de futsal, handbal, polo, etc.. În fotbal, golul este reglementat prin legea a zecea a jocului de fotbal, Metode de înscriere a unui gol. Pentru ca un gol să fie considerat valabil, mingea trebuie să depășească linia porții. Câștigătoare este declarată echipa care înscrie cele mai multe goluri. În competițiile în care se joacă două manșe se utilizează așa-numita regulă a golului marcat în deplasare, în cazul în care echipele se află la egalitate pe totalul celor două manșe. În cazul în care echipele sunt egale și la numărul de goluri marcate în deplasare, se trece la executarea loviturilor de departajare. În trecut se folosea și regula Golului de aur și golul de argint, în care câștiga echipa care înscria prima după timpul regulamentar de joc. 
Un gol poate fi anulat de arbitru dacă se încalcă legile jocului (cum ar fi ofsaid, fault ș.a.) în timpul marcării, sau imediat înainte de asta, la aceeași fază. 

## Polo pe apă
Un gol în Polo pe apă este marcat când mingea trece de linia porții, sub bara de sus și între barele laterale. Un gol poate fi marcat cu orice parte a corpului, doar golurile marcate prin lovirea mingii cu pumnul încleștat nefiind valabile.

## Metaforă
Expresia "mișcarea marcatorilor", ceea ce înseamnă a face un set de obiective mai dificil, așa cum sunt îndeplinite, este adesea folosit în afaceri, dar este derivat din fotbalul asociativ.  Este folosit în mod obișnuit pentru a implica o rea-credință a acelora care stabilesc obiectivele pe care ceilalți le pot îndeplini, făcând în mod arbitrar cereri suplimentare, la fel cum vor fi îndeplinite cele inițiale.
În afaceri, conceptul este mai abstract, cu o anumită măsură de performanță sau o țintă stabilită ca un obiectiv în timp ce atingerea țintei este adesea cunoscută ca atingerea unui scop.